# Родригес, Алешандре
Алешандре Родригес Медина (кат. Alexandre Rodríguez Medina; 15 октября 1980, Андорра-ла-Велья, Андорра) — андоррский футболист, защитник. Выступал за клубы «Андорра», «Сан-Жулиа» и «Санта-Колома», а также за национальную сборную Андорры.

## Биография

### Клубная карьера
В сезоне 2000/01 выступал за клуб «Андорра» из столицы одноимённого княжества, который выступал в низших лигах Испании. В 2001 году перешёл в андоррскую «Сан-Жулию». Вместе с командой становился чемпионом, серебряным и бронзовым призёром первенства Андорры. В составе клуба провёл 2 матча в еврокубках (по одному в квалификациях Кубка Интертото и Кубка УЕФА). В 2008 году стал игроком «Санта-Коломы» и вместе с командой провёл по одному матчу в квалификациях Лиги Европы и Лиги чемпионов. В 2013 году покинул «Санта-Колома» и завершил карьеру игрока. С 2011 года по 2012 года также работал в клубе детским тренером, имея тренерскую категорию В.

### Карьера в сборной
28 мая 2004 года дебютировал за национальную сборную Андорры в товарищеской игре против Франции, главный тренер Давид Родриго выпустил Родригеса в конце встречи в добавленное время вместо Тони Лимы. Матч закончился поражением андоррцев со счётом (0:4) и стал единственным поединком за сборную для Алешандре Родригеса.

## Достижения
- Чемпион Андорры (1): 2004/05
- Серебряный призёр чемпионата Андорры (4): 2001/02, 2003/04, 2005/06, 2007/08
- Бронзовый призёр чемпионата Андорры (2): 2002/03, 2006/07